# خلی روشن
خلی روشن (به لاتین: Chli Ruchen) یک کوه در سوئیس است که در کانتون اوری واقع شده‌است. خلی روشن ۲٬۹۴۴ متر بالاتر از سطح دریا واقع شده‌است.